# Bibliothek des Deutschen Bundestages
Die Bibliothek des Deutschen Bundestages (oft kurz Bundestagsbibliothek genannt) ist die Parlamentsbibliothek des Deutschen Bundestages und gehört zu den größten Parlamentsbibliotheken weltweit. Sie ist als ein Referat der Unterabteilung Bibliothek und Dokumentation (ID) Teil der Abteilung I (Information und Dokumentation) der Verwaltung des Deutschen Bundestages.

## Geschichte
Die Bibliothek begann ihre Tätigkeit im Jahre 1949. Ihr Grundbestand umfasste nur wenige hundert Bände, die sie vom Parlamentarischen Rat übernommen hatte. Die Bibliothek wurde unter maßgeblicher Beteiligung von Wilhelm Gülich, seit 1924 Direktor der Bibliothek des Instituts für Weltwirtschaft in Kiel tätig und ab 1949 Mitglied des Deutschen Bundestages nach Vorbild der Kieler Bibliothek aufgebaut.
Angesichts des schnellen Anwachsens des Bücherbestandes war die Bibliothek in Bonn gegen Ende der 1980er-Jahre auf acht verschiedene Liegenschaften (zumeist Magazinräume) verteilt. Eine notwendige Zentralisierung von Magazinräumen und Büroräumen für die Mitarbeiter war ursprünglich im neu zu errichtenden, sogenannten Schürmann-Bau in Bonn vorgesehen.
Mit dem 1991 gefassten Bundestagsbeschluss über den Umzug von Parlament und Regierung nach Berlin wurden diese Pläne hinfällig. In Berlin sollte es dann einen Neubau für die Bundestagsbibliothek im baulichen Gefüge des Bandes des Bundes geben, um die Bibliothek, ihre Mitarbeiter und Bestände an einem Ort zusammenzuführen. Mit dem Marie-Elisabeth-Lüders-Haus ist dieser Plan realisiert worden.
Der Umzug in dieses Gebäude erfolgte allerdings erst nach dessen vollständiger Fertigstellung im Frühjahr 2004, fast viereinhalb Jahre später als der Umzug des Parlamentes selbst. Bis dahin war die Bibliothek auf Standorte in Bonn und Berlin verteilt. Während die Leitung, große Teile der Verwaltung und ein Lesesaal bereits behelfsmäßig in Liegenschaften nahe dem Reichstagsgebäude untergebracht waren, blieben die Magazine und die technische Buchbearbeitung noch in Bonn. Ein täglicher „Buchshuttle“ zwischen Bonn und Berlin gewährleistete allerdings eine – gemessen an der relativ großen Entfernung zwischen den Standorten – zuverlässige und schnelle Verfügbarkeit sämtlicher benötigter Literatur.

## Aufgaben
Die Hauptaufgabe ist die Informations- und Literaturversorgung der Mitglieder des Deutschen Bundestages. Der Bestand umfasst über 1,57 Millionen Medieneinheiten. Darunter sind nicht nur wissenschaftliche und Referenzliteratur, sondern auch Spezialsammlungen von Parlamentsmaterialien und Amtsdrucksachen. Die Bibliothek bezieht die Werke über den Buchhandel, die amtlichen Veröffentlichungen über das Pflichtexemplarrecht oder auf der Grundlage von speziellen Lieferverträgen.

## Benutzerkreis
Da die Bibliothek für die Informations- und Literaturversorgung der Mitglieder des Deutschen Bundestages zuständig ist, sind die Abgeordneten, deren Mitarbeiter, Fraktionsangestellte und Angehörige der Bundestagsverwaltung, etwa die Mitarbeiter der Wissenschaftlichen Dienste, die Hauptnutzer.
Zum grundsätzlich zugelassenen Benutzerkreis zählen außerdem die im Raum Berlin ansässigen Bundes- und Landesbehörden, die Mitarbeiter der in Berlin vertretenen Zentralverbände, die diplomatischen Vertretungen sowie Journalisten des In- und Auslandes.
Zusätzlich ist für Wissenschaftler mit Sondererlaubnis eine Benutzung möglich. Sie dürfen die Bibliothek allerdings nur als Präsenzbibliothek nutzen und müssen die Nutzung rechtzeitig beantragen. Das entsprechende Formular findet sich auf der Homepage der Bibliothek.
Die Bundestagsbibliothek ist eine nicht-öffentliche Bibliothek. Sämtliche Magazin- und Lesesaalbestände stehen nur dem genannten Nutzerkreis zur Verfügung. Eine grundsätzliche Öffnung für größere externe Nutzerkreise ist aufgrund der Sicherheitsbestimmungen des Bundestages nicht möglich.

## Bestände

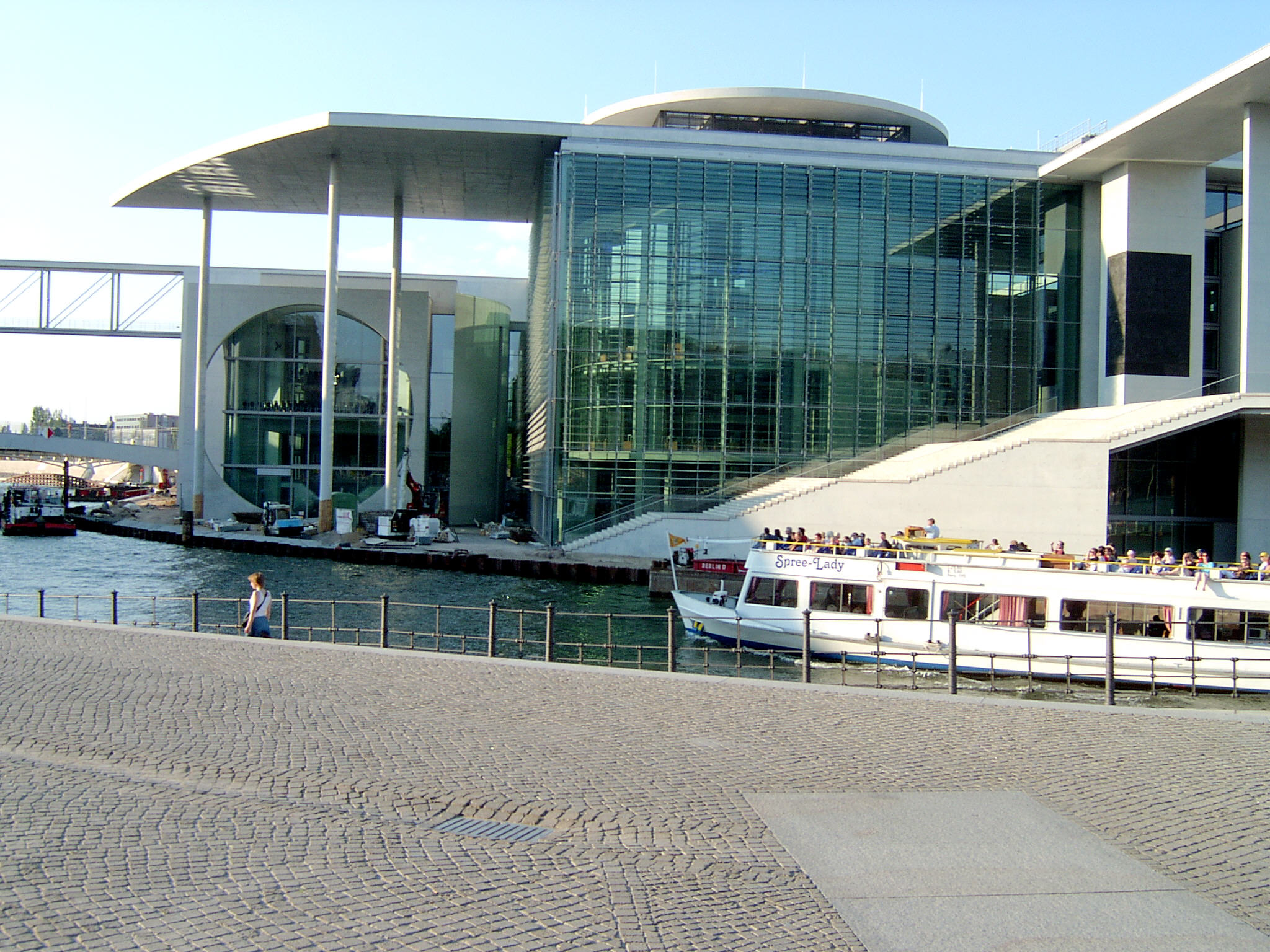
Bibliothek des Deutschen Bundestages

Die Bestände dokumentieren das parlamentarische Geschehen der Bundesrepublik Deutschland und stellen insbesondere durch die Vielzahl von Publikationen nationaler und supranationaler Organisationen, Parteien, Verbände und anderer Institutionen eine einzigartige, historisch gewachsene Quellensammlung dar.
Die Bibliothek sammelt und erschließt das für die parlamentarische Arbeit notwendige nationale und internationale Schrifttum mit den Sammelschwerpunkten Politik, Recht, Öffentliche Verwaltung, Wirtschaft, Sozialwissenschaften sowie neuere Geschichte. Der Gesamtbestand beläuft sich auf über 1,53 Millionen gedruckte Bände und ca. 40.000 elektronische Medien. Jährlich kommen ca. 9.000 neue Medieneinheiten hinzu. Von den 8.500 laufenden Periodika haben ca. 5.400 amtlichen und halbamtlichen Charakter.
Die Digitale Bibliothek bietet den Zugriff auf Datenbanken, Internet-Links sowie elektronische Zeitschriften und Bücher.

## Organisation und Personal
Die Bundestagsbibliothek hat zurzeit 79 Planstellen. Die Beschäftigten verteilen sich auf drei Laufbahngruppen: höherer Dienst (15 Mitarbeiter), gehobener Dienst (28 Mitarbeiter), mittlerer Dienst (33 Mitarbeiter). Außerdem gehören auch Fachhandwerker und Magaziner (6 Mitarbeiter) zum Personal der Bibliothek.

## Gebäude
Der Lesesaal mit Freihandbereich wurde in Gestalt eines Zylinders von 29 m Außendurchmesser  in die Südwestecke des von Stefan Braunfels geplanten Marie-Elisabeth-Lüders-Hauses eingefügt. Der zur Spree hin verglasten Rotunde ist nach Westen und Süden eine durchgehende Glasfront vorgeblendet. Somit tritt der hinter dieser gläsernen Barriere liegende Zylinder von außen kaum in Erscheinung.
Der äußere Zugang befindet sich an der Nordseite des Gebäudes; eine Fußgängerbrücke vom Paul-Löbe-Haus her wurde als Verbindung und Zugang zum Marie-Elisabeth-Lüders-Haus für die Parlamentarier und ihre Mitarbeiter über die Spree hinweg errichtet. Vom Eingangsfoyer her gelangt man über eine Treppe in die große zentrale Halle und von dort zum Eingang des Benutzungsbereichs der Bibliothek in der Rotunde.
Der Innendurchmesser des doppelwandigen Zylinders mit der Bibliothek beträgt 21 m. In dem etwa 3,5 m breiten Raum zwischen Innen- und Außenschale des Zylinders befinden sich Flucht- und Verbindungstreppen, Aufzüge sowie Kopier- und sonstige Nebenräume.
Die Bibliothek verteilt sich auf fünf Etagen (zweite bis sechste Ebene) sowie auf zwei Untergeschosse:
- Auf der untersten Ebene befinden sich Beratungsplätze, Benutzerarbeitsplätze und Präsenzbestände
- Auf der Eingangsebene befinden sich Auskunft, Buchausgabe- und -rücknahme sowie PCs für Recherchen im Online-Katalog
- Auf der nächsthöheren Ebene sind auf einer umlaufenden Galerie die Zeitschriftenauslage sowie Benutzerarbeitsplätze untergebracht
- Die zweithöchste Ebene bietet weitere Lese- und Benutzerarbeitsplätze
- Buchstellflächen in Wandregalen und Steh-Anleseplätze sind auf einer schmalen umlaufenden Galerie auf der obersten Ebene zu finden
- In den zwei Untergeschossen befinden sich die ca. 8000 Quadratmeter großen Magazine

Der Präsenzbestand der Rotunde umfasst ca. 20.000 Bände und bietet 100 Lese- und Rechercheplätze.
In über 20 Metern Höhe wird die Rotunde knapp unterhalb der Decke von einer rundumlaufenden blauen Neoninstallation („Blauer Ring“) des italienischen Künstlers Maurizio Nannucci geschmückt – inspiriert durch einen Text von Hannah Arendt weist Nannucci mit zwei aneinander gereihten Sätzen auf das Spannungsverhältnis zwischen den demokratischen Prinzipien Freiheit und Gleichheit hin: „Freiheit ist denkbar als Möglichkeit des Handelns unter Gleichen/Gleichheit ist denkbar als Möglichkeit des Handelns für die Freiheit.“
Die konzeptionelle Idee, Publikumsflächen in einer mehrgeschossigen Rotunde einzurichten, stellt die Bibliothek vor organisatorische Herausforderungen. Die fünf Ebenen, auf denen sich die Beschäftigten und Nutzer bewegen müssen, machen die Wege lang und zeitaufwändig. Ebenfalls problematisch ist die Geräuschbelästigung zwischen den offenen Ebenen, die durch die Betonoberflächen noch verstärkt wird. Die nach Süden und Westen hin durchgehend verglaste Fassade mit dem Blick über die Spree auf das spannungsreiche Panorama zum Reichstagsgebäude und zum Paul-Löbe-Haus hin, hat den Nachteil, dass sich Licht- und Sonneneinstrahlung negativ auf die Beleuchtung und Klimatisierung des Raumes auswirken.

Ansichten der Bundestagsbibliothek
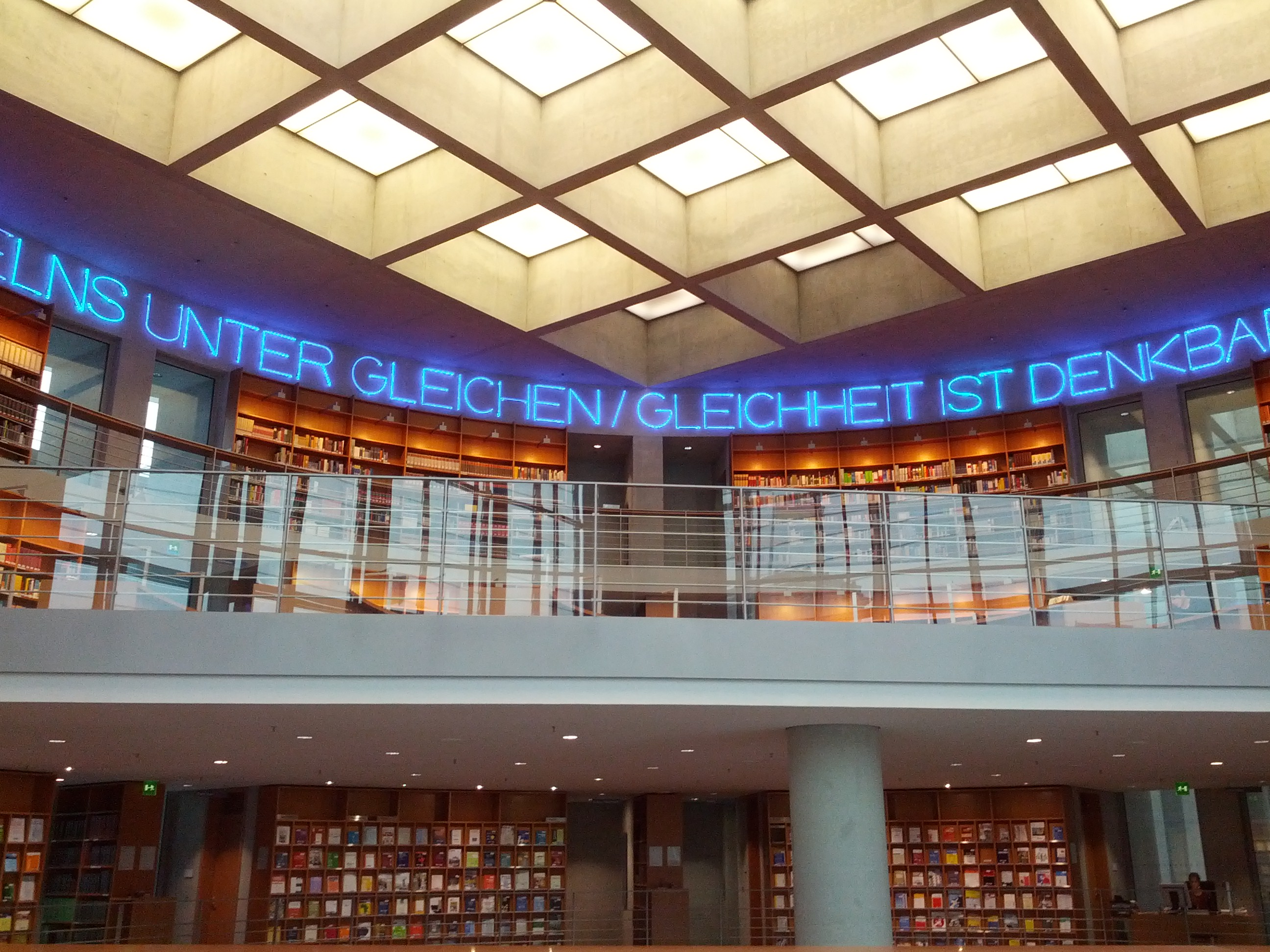
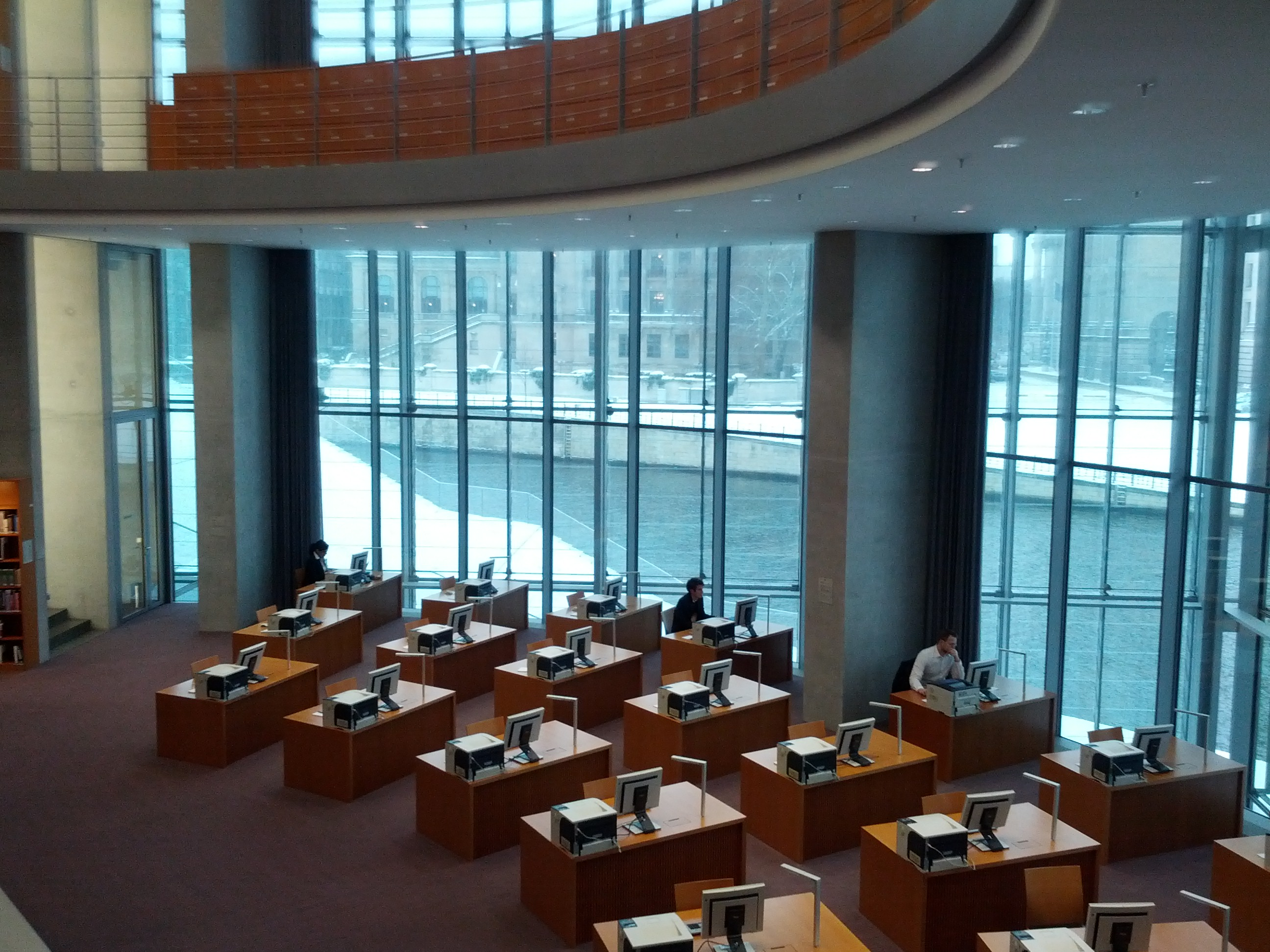
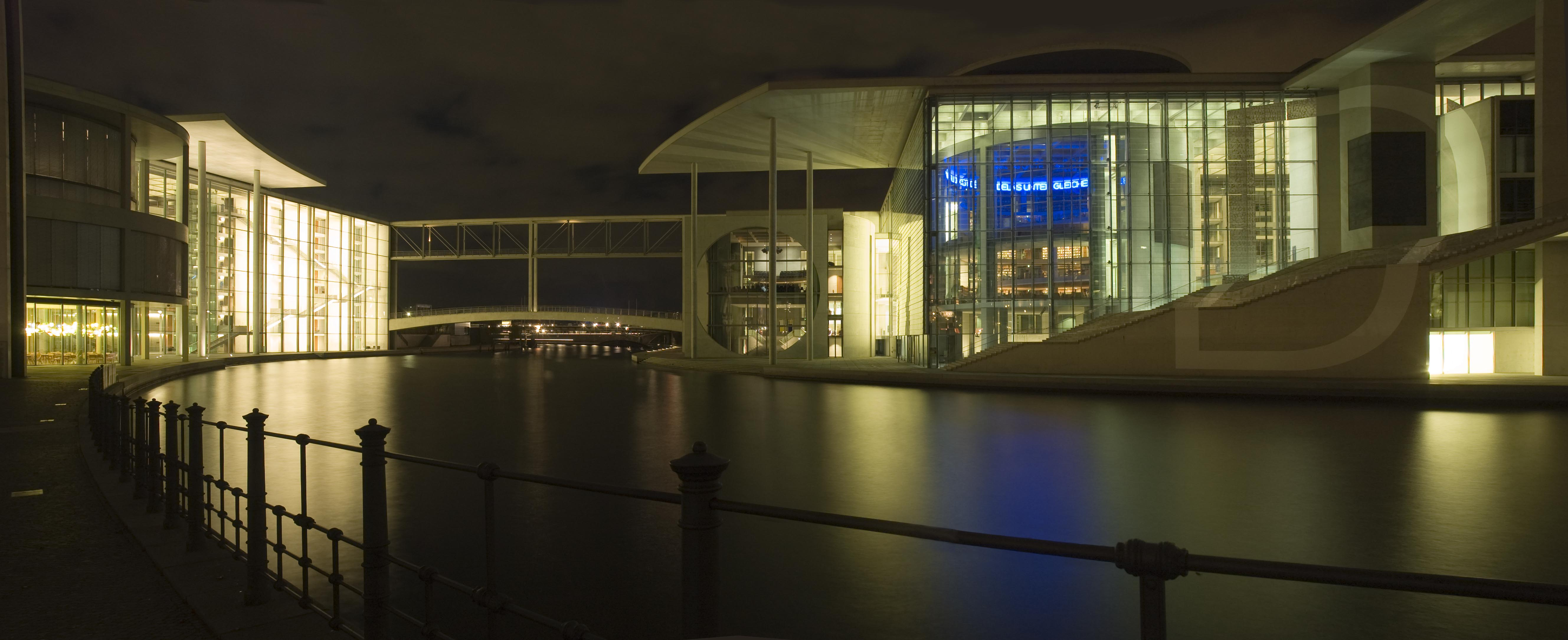